# Альтовый кларнет
Альт-кларне́т (итал. clarinetto alto; нем. Altklarinette; англ. Alto clarinet) — музыкальный деревянный инструмент из семейства кларнета. 
Это транспонирующий инструмент, расположенный в ключе E♭, хотя инструменты в ключе F (в XIX веке E) были сделаны в Европе, его иногда называют кларнетом. По размеру он находится между сопрано-кларнетом и бас-кларнетом, с которым он имеет большее сходство, поскольку имеет прямое тело, сделанное из дальбергии или другого дерева, твердой резины или пластика, имея изогнутую шею и колокол из металла. По внешнему виду он очень похож на бассетгорн, но обычно отличается по трём признакам: он точен ниже, ему не хватает расширенного нижнего диапазона, и он имеет более широкое отверстие, чем многие рожки бассета.
Диапазон альт-кларнета из концерта G 2  или G♭2 (во второй октаве ниже среднего C, нижняя строка  bass clef) до E♭6 (во второй октаве выше середины C), с точным верхним концом диапазона в зависимости от мастерства игрока.  Несмотря на широкий диапазон, инструмент всегда отмечен  в скрипичном ключе.
Большинство современных кластеров альто, как и другие инструменты, относящиеся к кларнету, имеют систему Boehm или Oehler system клавиш и аппликатуры. Однако у альт-кларнета обычно есть дополнительный ключ, позволяющий играть низкую (написанную) E ♭, и клавишу half-hole, контролируемую левым указательным пальцем с вентиляцией, которые могут быть открыты, чтобы помочь сыграть в регистре altissimo.

## История
Изобретение альт-кларнета было приписано Ивану Мюллеру и Генриху Гренсеру. Мюллер выступал на альт-кларнете в F в 1809 году, один с шестнадцатью клавишами в то время, когда на кларнете сопрано обычно было не более 10—12 клавиш; Вскоре после этого был разработан революционный тринадцатиклавишный сопрано кларнета Мюллера.
Альт-кларнет, возможно, был изобретен в Америке. Так Метрополитен-музей имеет фагот альт-кларнета в E ♭, названный как «альто-кларнет», приписываемый анонимному американскому продюсеру около 1820 года. Этот инструмент имеет сильное сходство с «патентными марками» (бас-кларнетами), которые были сделаны примерно в 1810 году Джорджем Кэтлином из Хартфорда, штат Коннектикут, и его учениками. Позже, в Европе, Адольф Сакс сделал заметные улучшения в альт-кларнете.
Альберт Райс написал о  кларнетах в G с расклешенными колокольчиками, которые были выпущены уже в 1740 году.